# Dorthe Nors
Dorthe Nors (Herning, 1970. május 20. –) dán író.

## Élete és pályafutása
2001-ben debütált Soul című regényével, majd ezt követően 2013-ban Minna nem tud hol gyakorolni címmel jelent meg egy rövid regénye. Karateütés című novelláskötetét 2014-ben az Amerikai Egyesült Államokban is kiadták, ami meghozta számára a világsikert. Írásait a legjelentősebb irodalmi lapok közlik. Ő az első dán szerző, akit Oprah Winfrey bemutatott, a New Yorker című hetilap pedig publikált.

## Magyarul
- Karateütés. Történetek; ford. Kertész Judit; Park, Bp., 2016
- Tükör, index, kuplung. Avagy egy negyvenes nő vezetni tanul; ford. Kertész Judit; Park, Bp., 2017